# Abura-sumashi

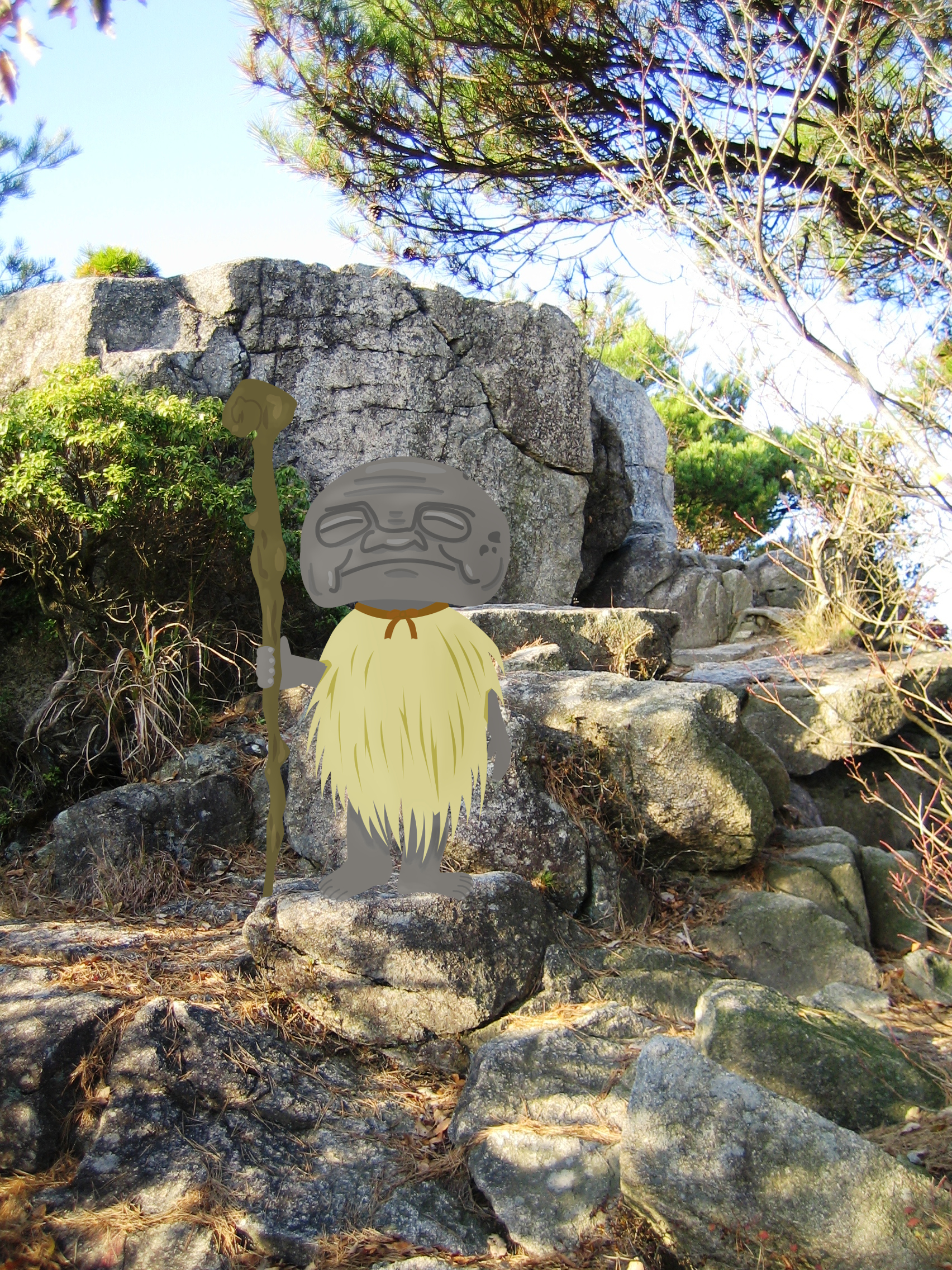
Una rappresentazione dell'abura-sumashi.

Abura-sumashi (油すまし?, "spremitore d'olio") è una rara creatura del folclore giapponese che vive nei passi montani nella prefettura di Kumamoto, sull'isola di Kyūshū.

## Descrizione
L'abura-sumashi è una creatura tozza, dall'aspetto umanoide, la sua testa ha solitamente una forma simile a quella di una pietra o di una patata. Viene spesso raffigurato con indosso un mino (蓑?) (un indumento tradizionale fatto di paglia) un aspetto ispirato ad un personaggio del manga Kitaro dei cimiteri, di Shigeru Mizuki.

## Leggenda
È uno spirito che si incontra molto raramente. A volte appare ai camminatori sui sentieri sul passo montano di Kusazumigoe attorno a Kumamoto. La leggenda narra che gli abura-sumashi fossero i fantasmi dei ladri di petrolio fuggiti nei boschi.
Prima dell'avvento dell'elettricità, il petrolio era una merce molto preziosa, necessaria per illuminare e riscaldare una casa. Per questo motivo, si pensava che il furto di petrolio, in particolare da templi e santuari, potesse portare alla punizione tramite la reincarnazione in uno yōkai.
Un abura-sumashi appare nel film giapponese The Great Yokai War (妖怪大戦争?, Yōkai daisensō) di Takashi Miike.